# Вадома
Вадома или Мудома е племе, обитаващо западните части на Зимбабве, в долината на река Замбези. Племето е известно с факта, че мнозинството от членовете му се раждат с ектродактилия - рядко генетично заболяване, при което средните три пръста на двата крака липсват, а крайните два са издължени и засукани навътре, подобно на щипци на рак. Поради тази си особеност племето е известно като „хората с щраусови крака“ или „двупръстите“. Според някои сведения това спомага за катеренето по дърветата.